# 어느 늦은 밤
"어느 늦은 밤"(One Late Night)은 한국에서 제작된 김선희 감독의 2005년 드라마 영화이다. 최보영 등이 주연으로 출연하였다.

## 출연

### 주연
- 최보영
- 정재진

## 기타
- 프로듀서: 윤희제
- 조명: 강승기
- 조감독: 윤정원
- 음향: 한명환
- 미술: 이진영